# Rovinj
Rovinj (italsky Rovigno, istrijsky Ruvèigno nebo Ruveîgno) je přístav a město v západním Chorvatsku. Nachází se na západním pobřeží poloostrova Istrie a žije zde přibližně 13 tisíc obyvatel.

## Poloha
Pobřežní město patří k nejzápadnějším v Chorvatsku (západněji jsou již jen Poreč, Novigrad a Umag. Poreč se nachází 30 km severozápadně od Puly, 68 km jihozápadně od Rijeky, 52 km jižně od Koperu ve Slovinsku a 65 km jihozápadně od Terstu. Delta řeky Pád v Itálii se nachází 90 km západně, přes Jaderské moře.
Město se rozkládá v rovinaté kotlině (tzv. rovinjština), jejíž rozloha činí 80 km2, a kterou obklopují vrcholky o výšce okolo 100 m směrem do istrijského vnitrozemí. V blízkosti města se nachází také Zlatý mys (chorvatsky Zlatni Rt) s parkem, který vznikl před více než sto lety.[zdroj?]
Město spadá do tzv. regionu Červené Istrie (chorvatsky Crvena Istra), která svůj název má především díky načervenalé barvě místních půd. Na mořském pobřeží se v blízkosti města nachází 22 ostrovů. Největší z tzv. rovinjského souostroví jsou Sveti Andrija a Sveta Katarina.

## Klimatické poměry
Rovinj má středomořské klima s průměrnou roční teplotou 4,8 °C v lednu a 22,3 °C v červenci. Průměrná roční teplota dosahuje 13,4 °C. V letních měsících překračuje teplota moře 20 °C, průměrná teplota moře po celý rok je 16,6 °C.
Od května do září je počet slunečných dní v Rovinji více než 10 hodin denně. Roční úhrn srážek činí 941 mm.

## Historie

### Nejstarší dějiny
Vzhledem k vhodným klimatickým podmínkám bylo místo dnešní Rovinje osídleno nejspíše již před tisíci let.

### Středověk
První zmínka o existenci města Rovinj pochází ze 7. století. Nejspíše město mohlo vzniknout i o sto let dříve. Latinský název města zněl Castrum Rubini. Postupem času byl do italštiny přebírán v různých podobách, jako Ruigno, Ruginio nebo Ruvigno. Město se rozvinulo především po zániku Západořímské říše z původního tábora, kam unikli obyvatelé jiných měst před vpády Vizigótů, Hunů a dalších. Pro ochranu města před vpády dobře posloužily přírodní podmínky (Rovinj vznikla na pevnině přilehlém ostrově).
V období raného středověku byla Rovinj pod správou Byzantské říše. V 9. století uskutečnili Slované několik útoků z moře, město však nezískali – v roce 876 např. zaútočili bojovníci chorvatského panovníka Domagoje na město. Po skončení nadvlády Byzance získali Rovinj Langobardi a poté byla součástí Franské říše. V období od 10. do 12. století se Rovinj neustále vzpírala rostoucímu vlivu Benátské republiky, její součástí se stala až roku 1283. Nástup Benátčanů znamenal větší míru centralizace ve fungování města. V té době žilo v Rovinji okolo tisíce obyvatel.

### Moderní doba

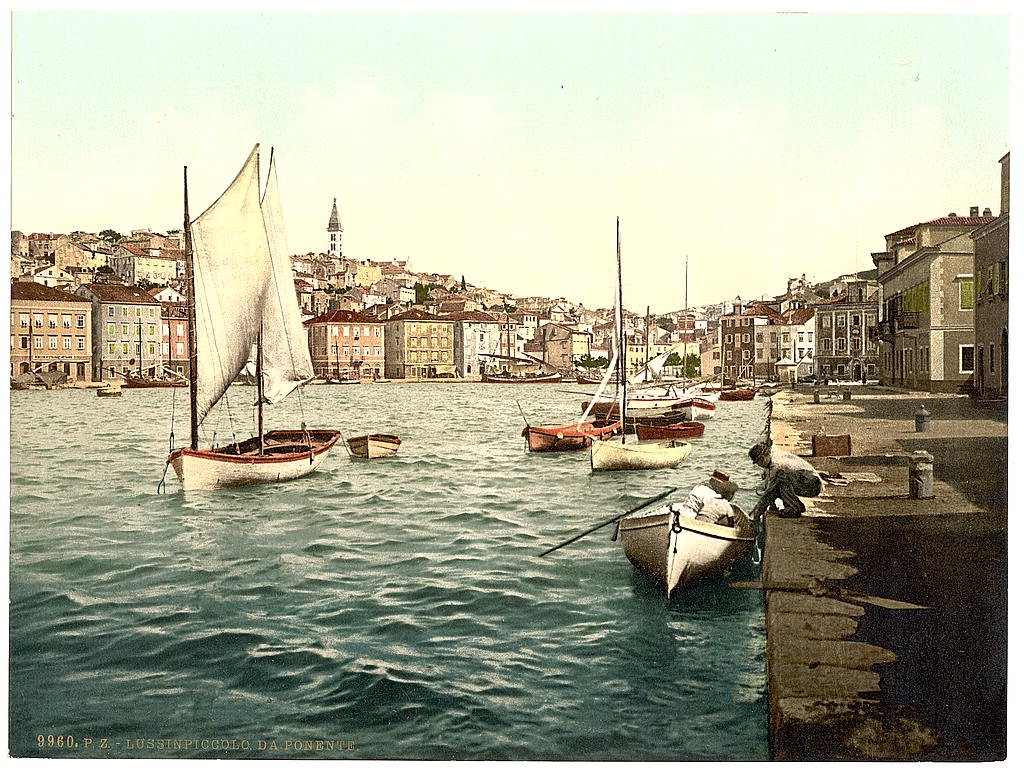
Místní přístav v 90. letech 19. století.

V 16. století a 17. století docházelo k častým pleněním města, útoky přicházely především z moře. V roce 1606 byl zaznamenán incident, kdy uskoci vyplenili loď nedaleké rovinjského přístavu. Uskoci nicméně město ohrožovali celá staletí. O několik set let později se z Rovinje stalo významné a ekonomicky rozvinuté přístavní město. Ekonomický rozvoj města umožnil efektivnější lov ryb a prodej nasolených ryb. Později se zde obchodovalo i s dalšími komoditami (např. olivový olej) a počet obyvatel dosáhl tří tisíc. Roku 1702 byla dokončena barokní budova františkánského kláštera. K roku 1741 je doloženo působení kněze slovanského původu v Rovini. V roce 1763 bylo staré město na ostrově spojeno fyzicky s pevninou zasypáním úzkého průlivu. Po pádu Benátské republiky byla Rovinj součástí nejprve Habsburské monarchie, během Napoleonských válek po nějakou dobu i tzv. Ilyrských provincií. Městu však byla dána značná míra autonomie.[zdroj?] Až do vzestupu nedaleké Puly, kterou Předlitavsko zvolilo v druhé polovině 19. století jako svůj hlavní přístav, byla Rovinj nejrušnějším přístavním městem Istrie. Roku 1821 měla 8900 obyvatel. Rozvoj města se odrazil i na struktuře obyvatel; zatímco původní obyvatelstvo žilo i nadále v historickém jádru, kromě nových budov mimo něj vznikaly i lukrativní vily bohatých obyvatel v okolí Rovinje. Samotné město však na rozdíl od Puly nezískalo v této době kanalizaci.
Větší veřejné budovy byly dokončeny v polovině 19. století století. Továrny byly zbudovány v 60. a 70. letech 19. století. První vlak do Rovinje přijel v roce 1876, kdy byla dokončena železnice z obce Kanfanar. Železnici zaznamenala již mapa druhého vojenského mapování z přibližně této doby. Stanice byla hlavová, samotné město začínalo až několik stovek metrů od nádraží. V roce 1872 byla otevřena továrna na zpracování tabáku., které se sem přesídlila z Puly. Mezi další potom patřily továrny na výroby těstovin nebo parní mlýn. Vyráběny zde byly také likéry. Od roku 1905 měla Rovinj i plynové osvětlení a o rok později bylo město připojeno na rakousko-uherskou telefonní síť. I když docházelo k modernizaci a rozvoji městečka, řada obyvatel z něj v té době odcházela a hledala štěstí ve větších městech Rakouského přímoří. V podobě různých vil a řidší zástavby se město šířilo směrem do vnitrozemí Istrie a postupně dostihlo ještě do konce 19. století i areálu místního nádraží, který se tak zcela začlenil do města samotného.

### 20. a 21. století
V této době na ostrově svaté Kateřiny nedaleko Rovinje také shromáždil velkou uměleckou sbírku polský donátor Ignacy Korwin-Milewski. Jeho význam pro dějiny města si Rovinj dodnes připomíná.

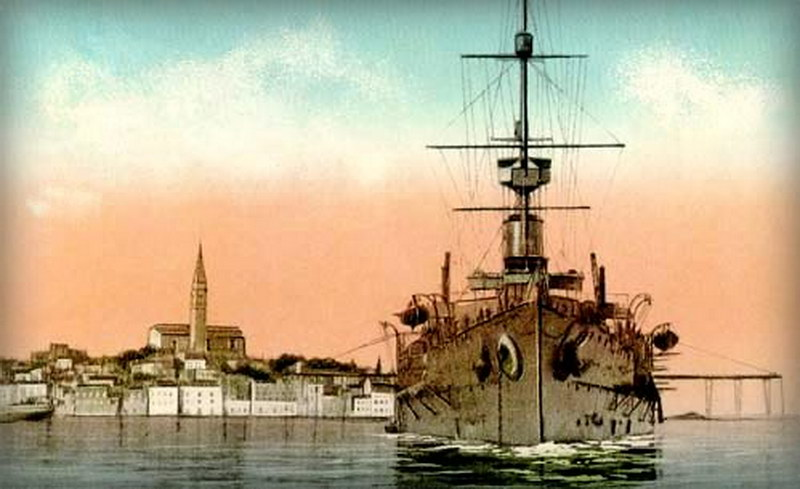
Rovinj jako rakousko-uherský přístav.

V roce 1910 bylo při posledním rakousko-uherském sčítání lidu v Rovinji evidováno 10 302 lidí. Z nich bylo 9,7 tisíce italské národnosti, 201 Němců (Rakušanů) a 41 se přihlásilo k chorvatské národnosti (resp. k srbochorvatskému jazyku).
Za první světové války, ač byla Rovinj poblíž pro Rakousko znepřátelené Itálie, neprobíhaly ve městě žádné boje. Jižně od Rovinje byla nicméně rakouskou armádou vyhlášena válečná zóna a místní obyvatelstvo bylo evakuováno.
V roce 1918 město okupovala Itálie a na základě Rapallské dohody ji i o dva roky později bylo připojeno. V rámci Itálie bylo město začleněno pod provincii Furlansko-Julské Benátsko. Většina obyvatel v této době byla italské národnosti, slovanské národy (Chorvati a Slovinci) zde byli zastoupeni relativně málo. Město bylo přejmenováno na Rovigno d'Istria.
Po kapitulaci Itálie v druhé světové válce zde vypuklo partyzánské povstání, které se snažil potlačit Wehrmacht. V roce 1947 město definitivně připadlo Jugoslávii. Byla ustanovena opčina Rovinj jako jednotka samosprávy a do ní byly začleněna některé okolní města, řada z nich administrativně nikdy pod Rovinj ale nespadala. Po změnách hranic se řada místních obyvatel italské národnosti rozhodla vystěhovat do Itálie, což znamenalo značný pokles počtu obyvatelstva. Výsledkem této migrace byl značný počet opuštěných domů. Ještě v polovině 60. let 20. století stály v historickém centru města opuštěné domy, z některých z nich zbyly pouze ruiny.
Od 2. poloviny 20. století je v Rovinji rozvíjena, stejně jako v řadě měst na břehu Jaderského moře, turistika. Od roku 1954 působila v Rovinji turistická společnost Jadran, která zajišťovala ubytování pro návštěvníky. Dominantním ubytovacím zařízením byl tehdy hotel Central. V 70. letech se potom město v souvislosti s podporou turistiky zejména ve snaze jugoslávského státu získat cenné devizy od západoevropských turistů stalo velkým staveništem. Kromě samotných hotelů byly postaveny rozsáhlé resorty, mnohé na přilehlých ostrovech. Vznikly také nové autokempy.
V 60., 70. a 80. letech 20. století bylo město oblíbeným místem pro řadu herců, spisovatelů a malířů především z Bělehradu. Mezi ně patřili např. Borislav Mihajlović Mihiz, Antonije Isaković, Mića Popović, Olja Ivanjicki nebo Milan Cile Marinković. Mezinárodní centrum mládeže na Škarabi bylo oblíbené mezi řadou jugoslávských hudebních skupin, např. zde často koncertovala skupina Siluete z Bělehradu. 
V rámci rozvoje města vznikla východně od Rovinje zóna s logistickými areály ale také i obchodními centry. (Retail Park Rovinj). Stojí poblíž vesnice Gripuli. Od 90. let 20. století i zde byl problém s nelegální výstavbou, který je mnohdy řešen i demolicí nepovolených staveb.
Na počátku 21. století bylo město obnoveno, především bylo rekonstruováno místní divadlo, dokončena kanalizační síť (tak, aby pokrývala téměř všechny domy) a modernizovány místní školy a školky. Do roku 2024 má být rekonstruováno i hlavní náměstí, obnova především zahrnuje vznik nové dlažby.

## Turistika
Město je oblíbeným turistickým cílem, a to především díky své výhodné poloze na pobřeží Jaderského moře, příznivému středomořskému klimatu a historickému jádru města, které si dosud uchovalo historický ráz středověkých a renesančních benátských měst. Ročně se zde uskuteční přes tři miliony přenocování; většina hostů je ze zahraničí a jen minimum domácích. Rovinj je po Pule[zdroj?] druhým nejnavštěvovanějším městem Istrie co do počtu uskutečněných přenocování v místních ubytovacích zařízeních.
Stará, původní část města (chorvatsky Stari grad) se rozkládá na nevelkém poloostrově (původně ostrov, který byl teprve v 18. století spojen násypem s pevninou), nová část se rozrůstá na pevnině směrem na sever, východ a jihovýchod. Hlavní třída v Rovinji nese název Carrera, kde se nachází řada obchodů, galerií apod. Pozůstatky hradeb zahrnují i brány, např. Arco dei Balbi z roku 1680.
Dominantou města je kostel sv. Eufemie (chorvatsky Crkva sv. Eufemije, známá mezi místními jako Sveta Fuma) a hodinová věž původem z 12. století, která sloužila v minulosti i jako vězení. Mezi turistické cíle v Rovinji patří také pozůstatky pevnosti s názvem Monkodonja.
V okolí Rovinje se nachází také záliv Limska Draga. Mezi hlavní oázy zeleně okolo města patří především již zmíněný rozsáhlý park jihozápadně od Rovinje, který nese název Zlatni Rt (doslova Zlatý mys). Nachází se na něm několik pláží, nejvyšším vrcholem je kopec Monvi, jehož výška dosahuje 54 m n. m. Po celém břehu moře v tomto parku vede cyklostezka. Dále od moře se potom nachází park chorvatských obránců z války za nezávislost (chorvatsky Park hrvatskih branitelja Domovinskog rata).
Město má čtyři restaurace, které získaly ocenění Michelinská hvězda.

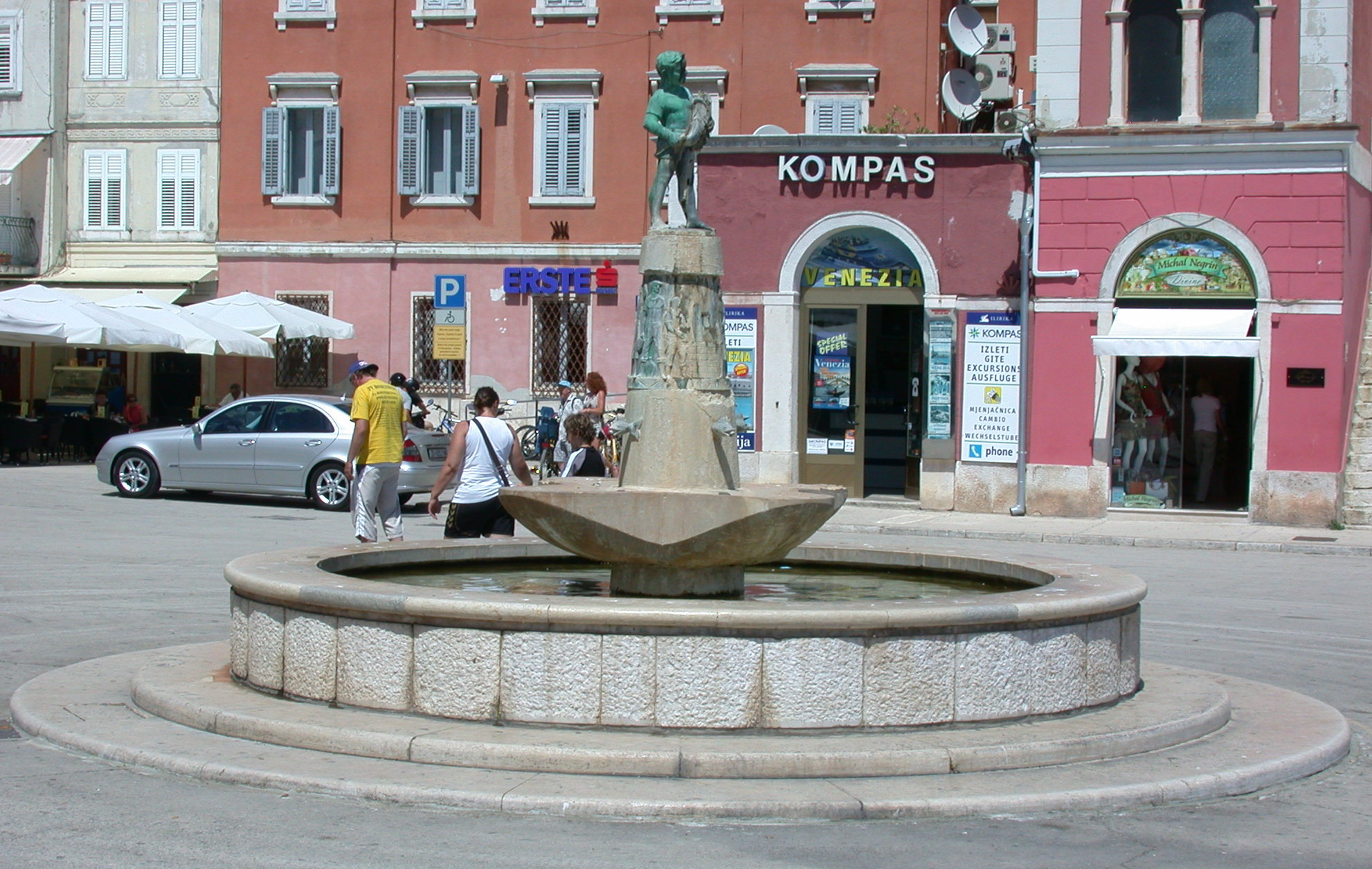
Fontána v Rovinji
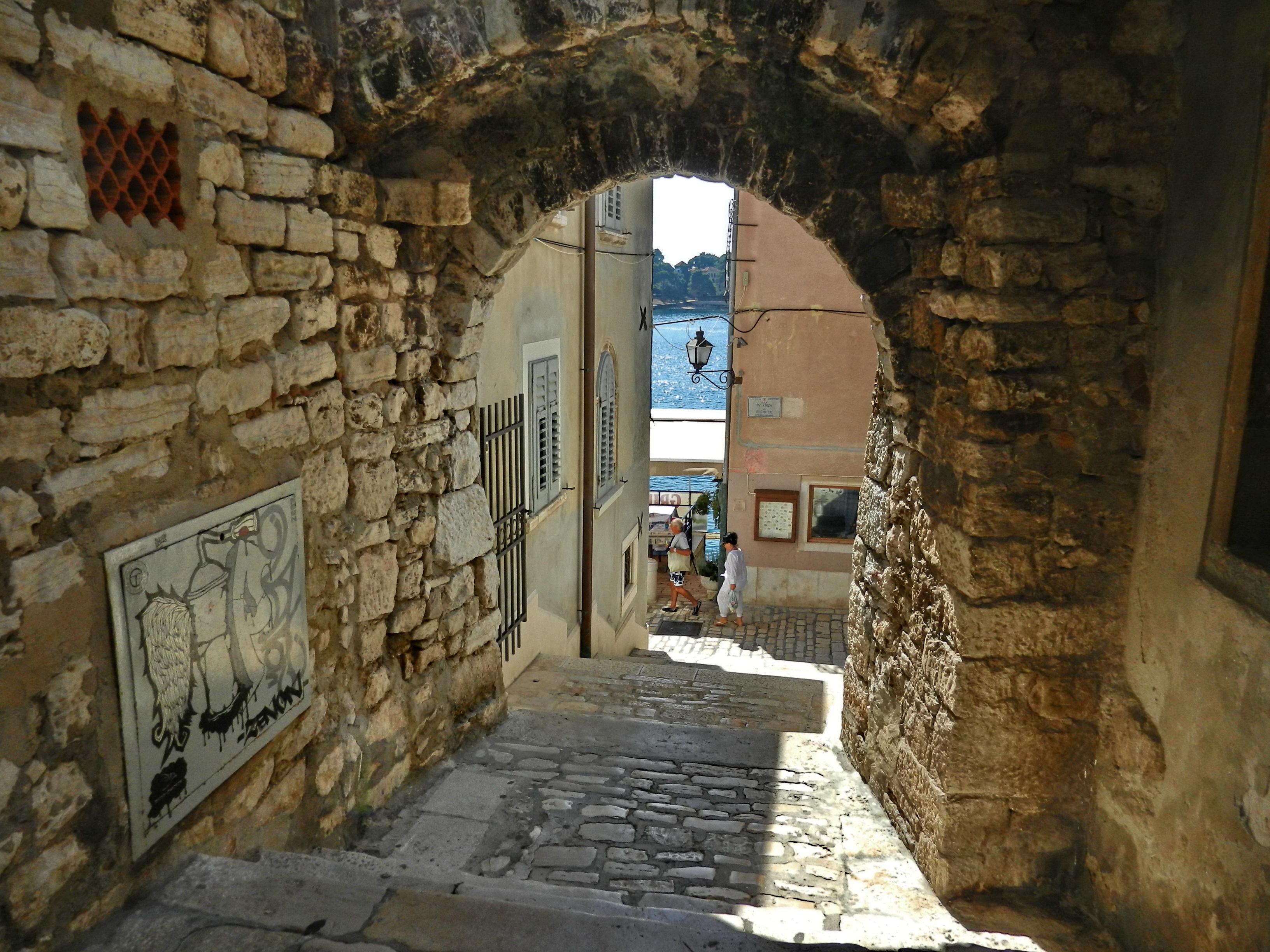
Brána ve středu města
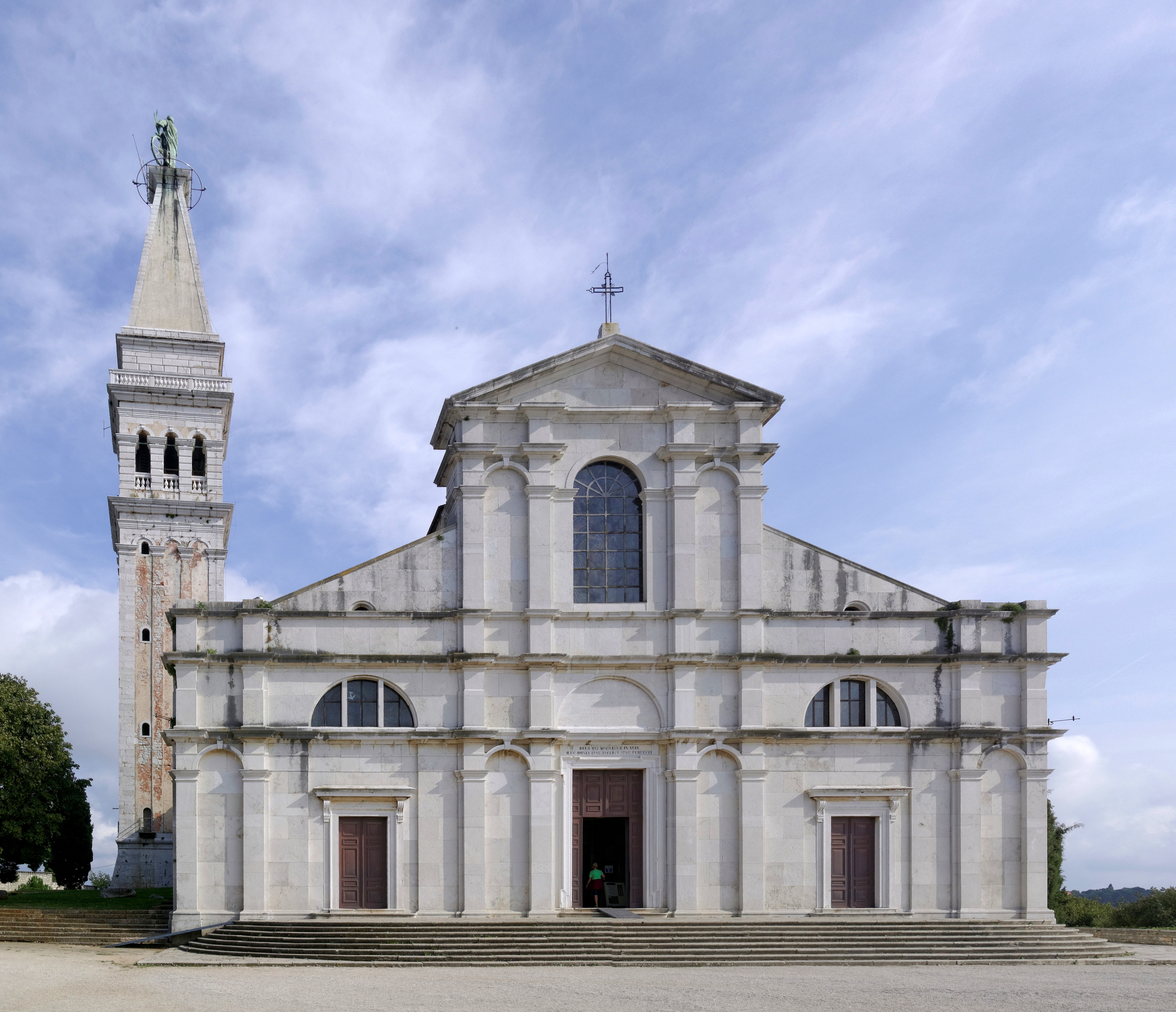
Katedrála svaté Eufemie
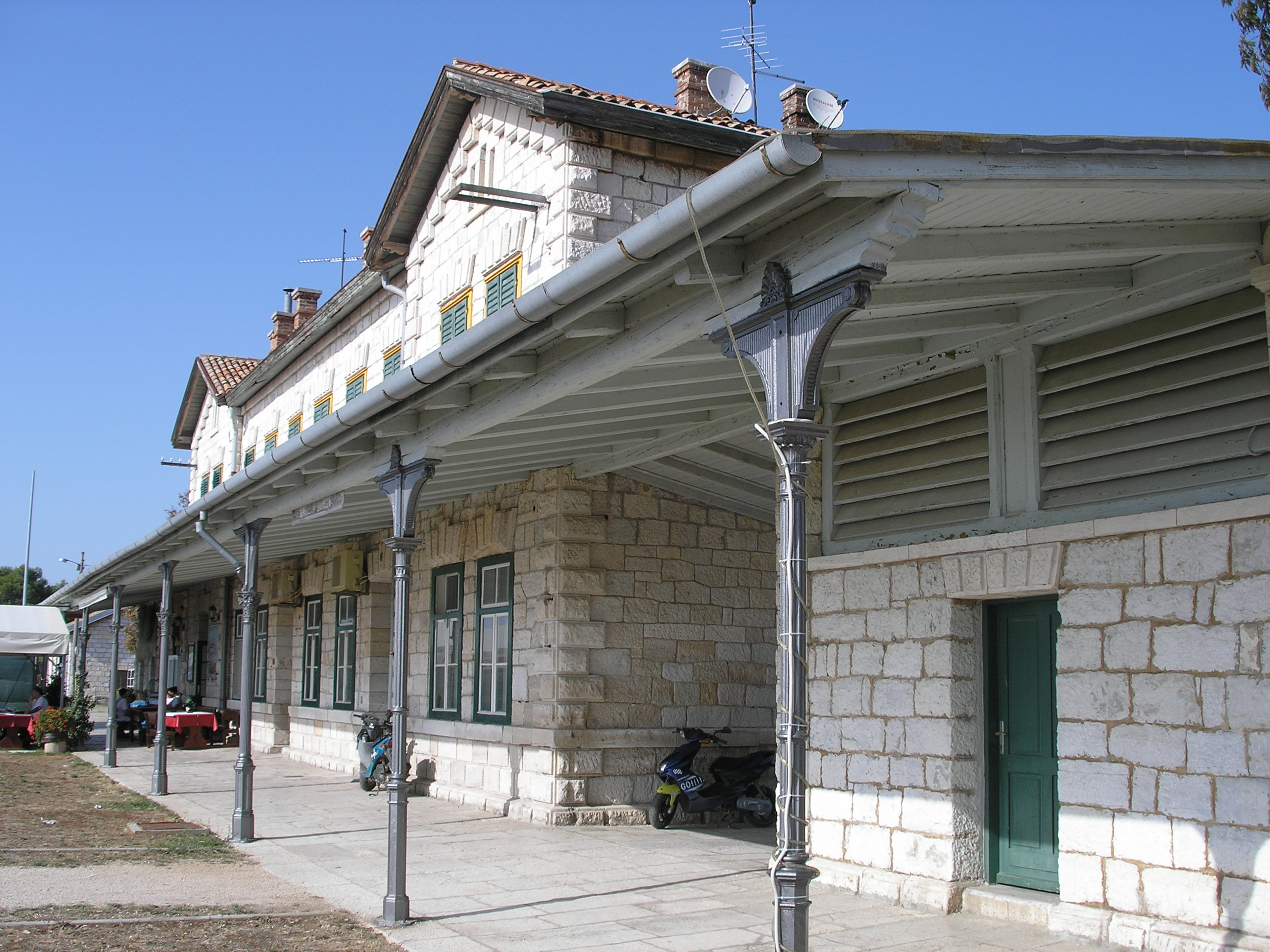
Budova bývalého nádraží.
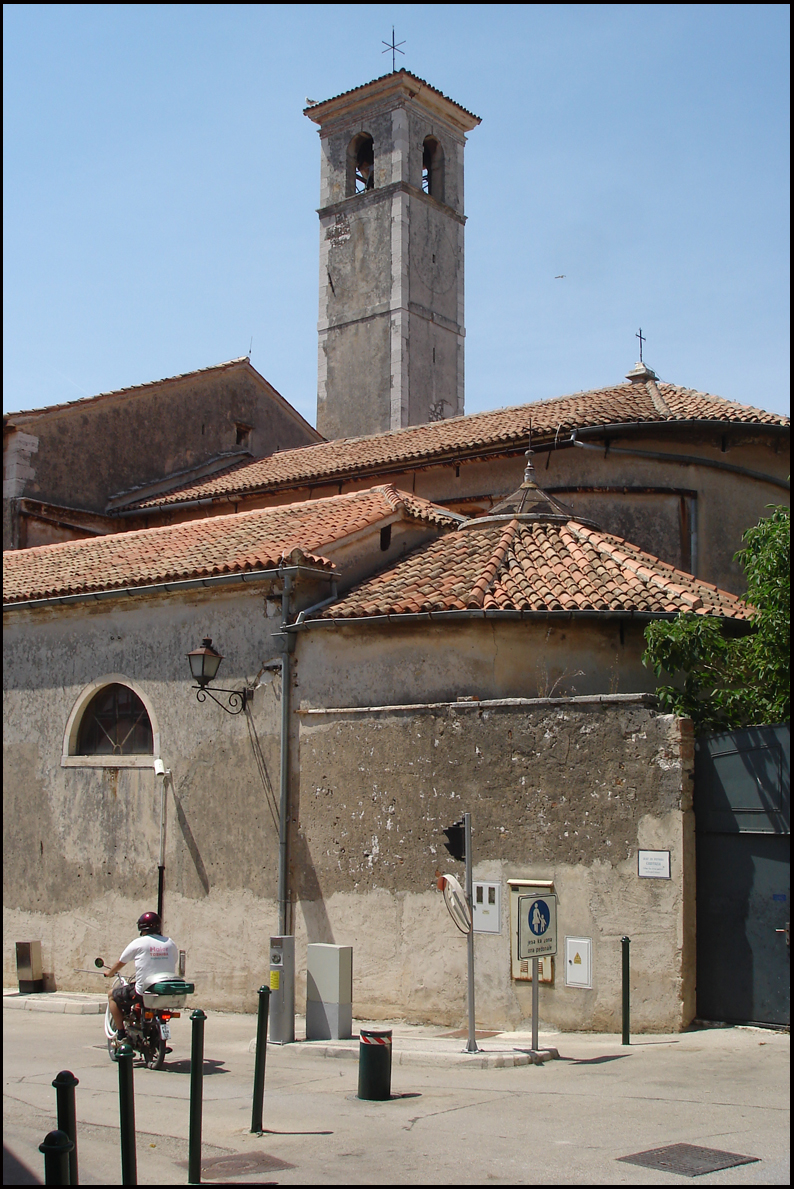
Kostel sv. Františka z Assisi
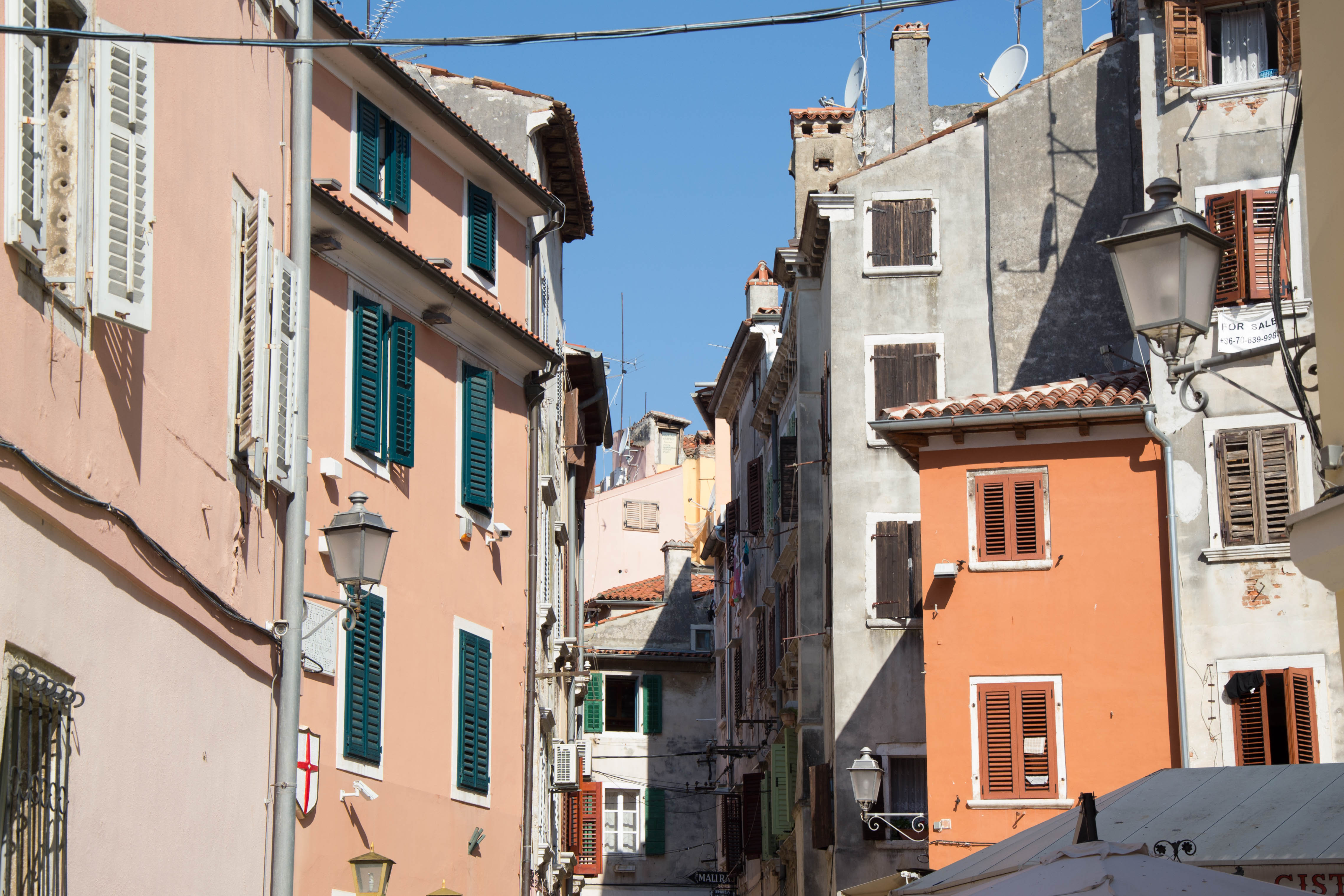
Dům ve středu města
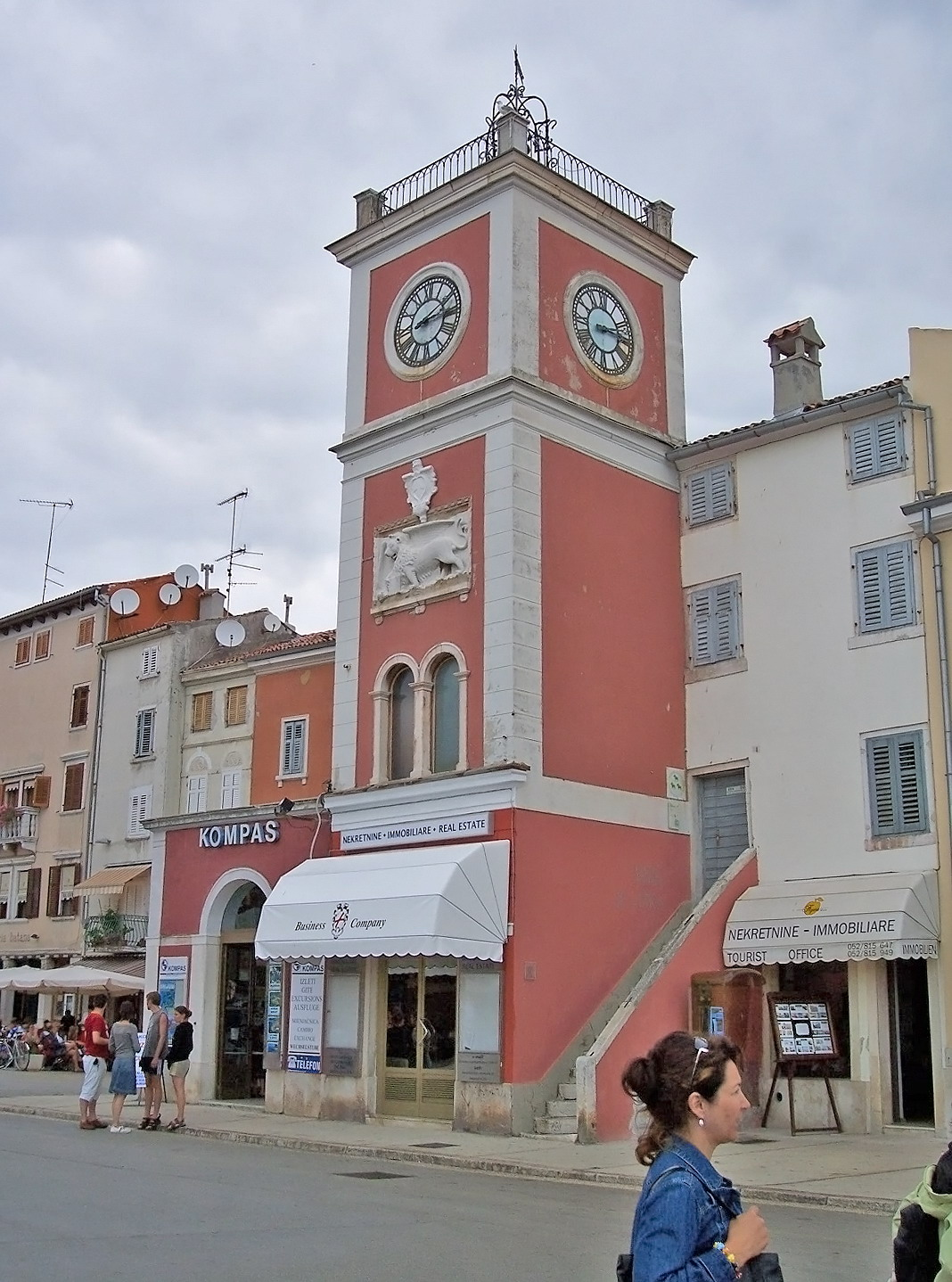
Hodinová věž
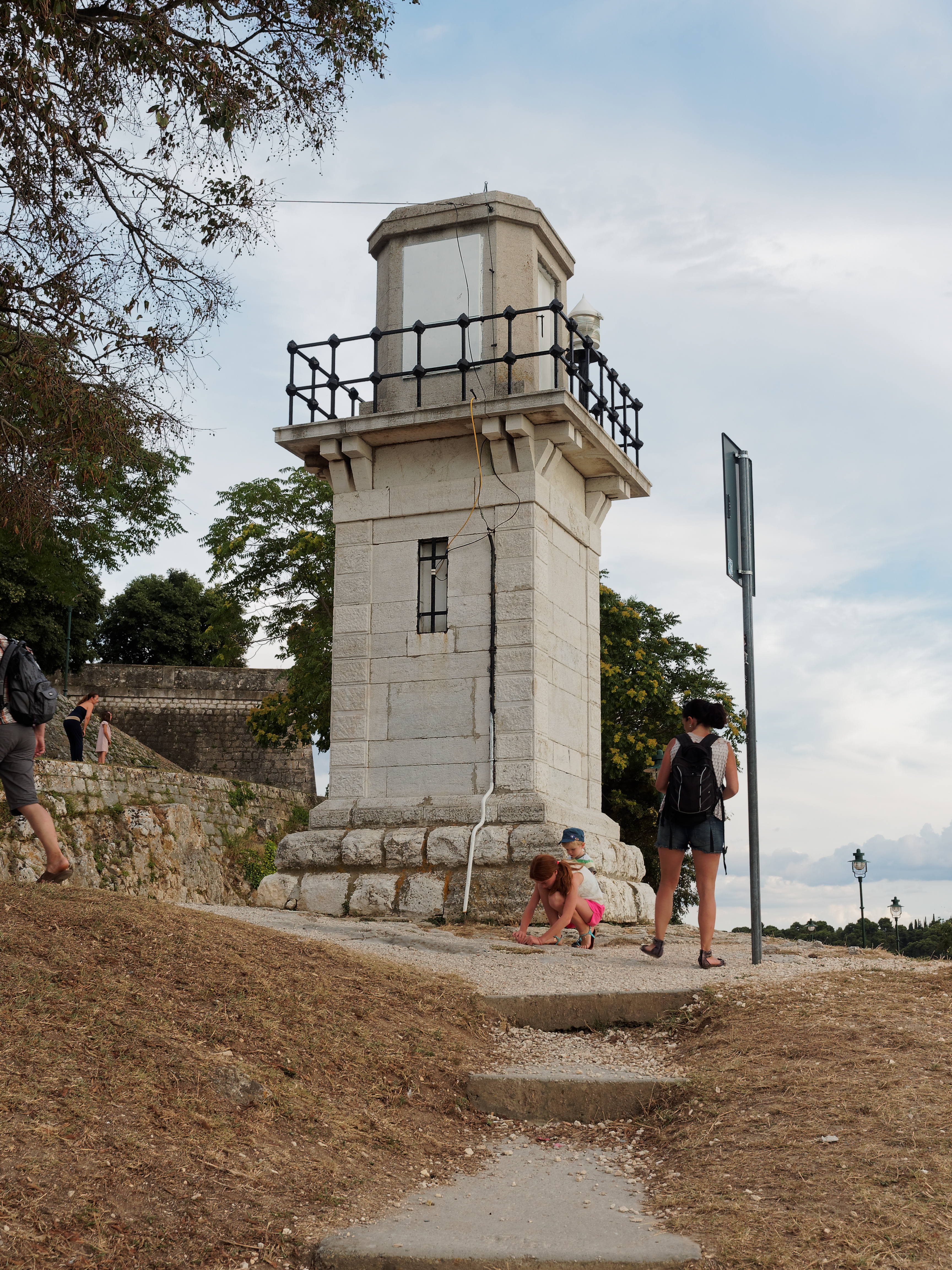
Maják

### Muzea a kulturní instituce
- Regionální muzeum města Rovinj (chorvatsky Zavičajni muzej grada Rovinja), které se nachází v barokním paláci rodiny Califfi
- Centrum pro historický výzkum (chorvatsky Centar za povijesna istraživanja, italsky Centro di ricerche storiche)
- Městská knihovna a čítárna Matija Vlačić Ilirik
- Eko muzeum Dům Batana  (chorvatsky Kuća o Batani, italsky Casa della batana)
- Divadlo Gandusio
- Muzeum rodiny Hütterott
- Institut Ruđera Boškoviće

## Ekonomika

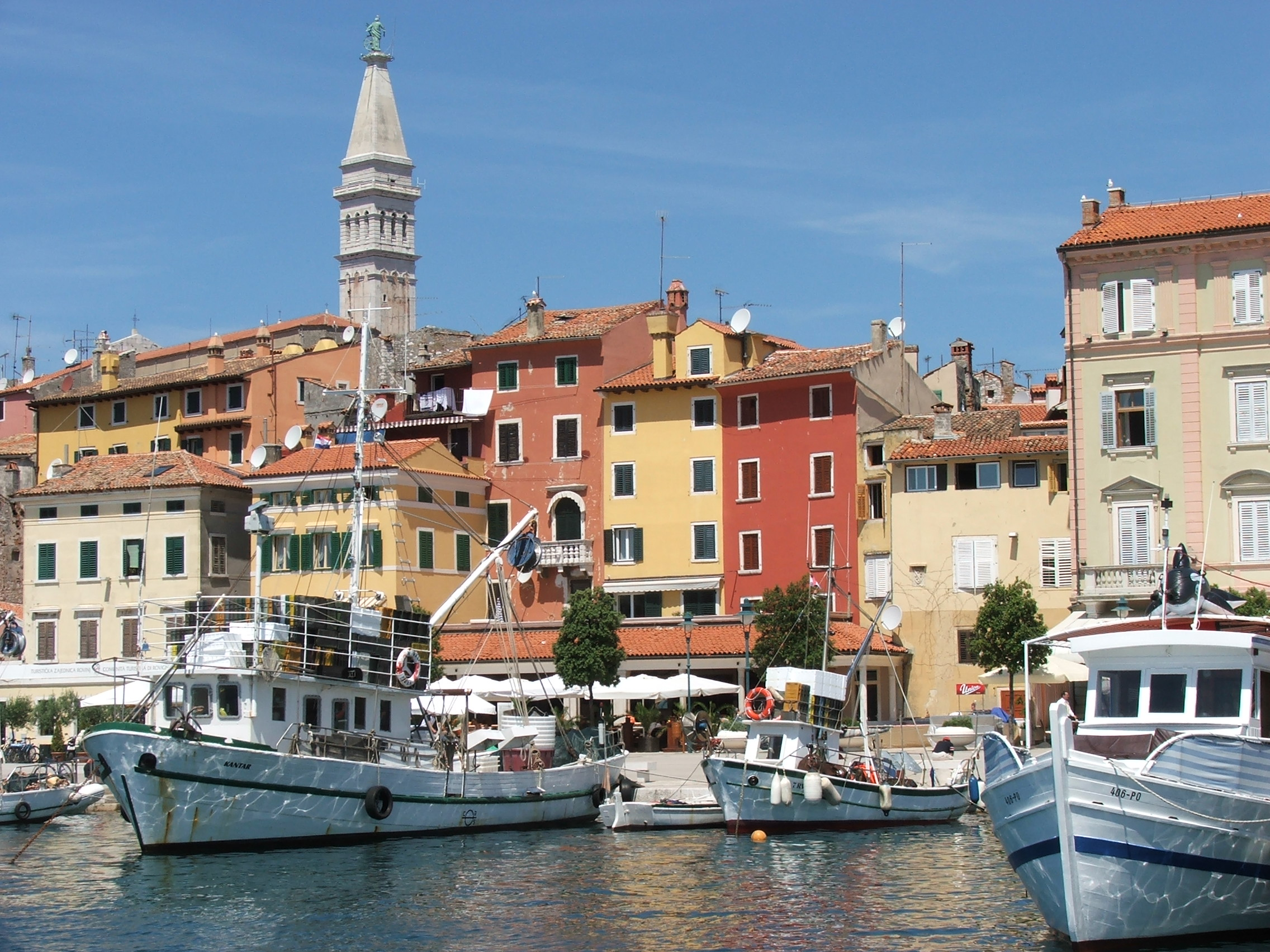
Lodě zakotvené v Rovinji.

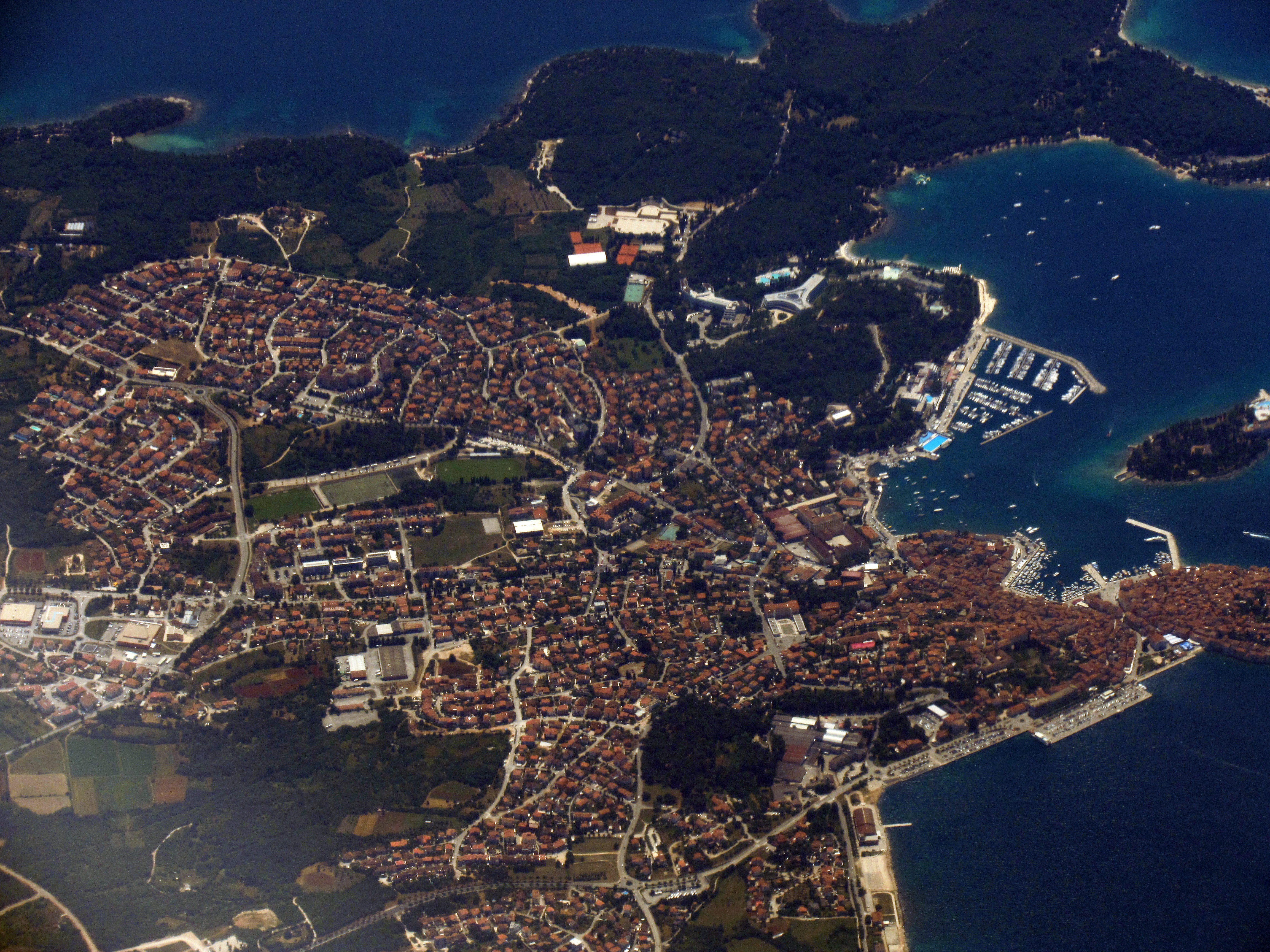
Letecký pohled na město.

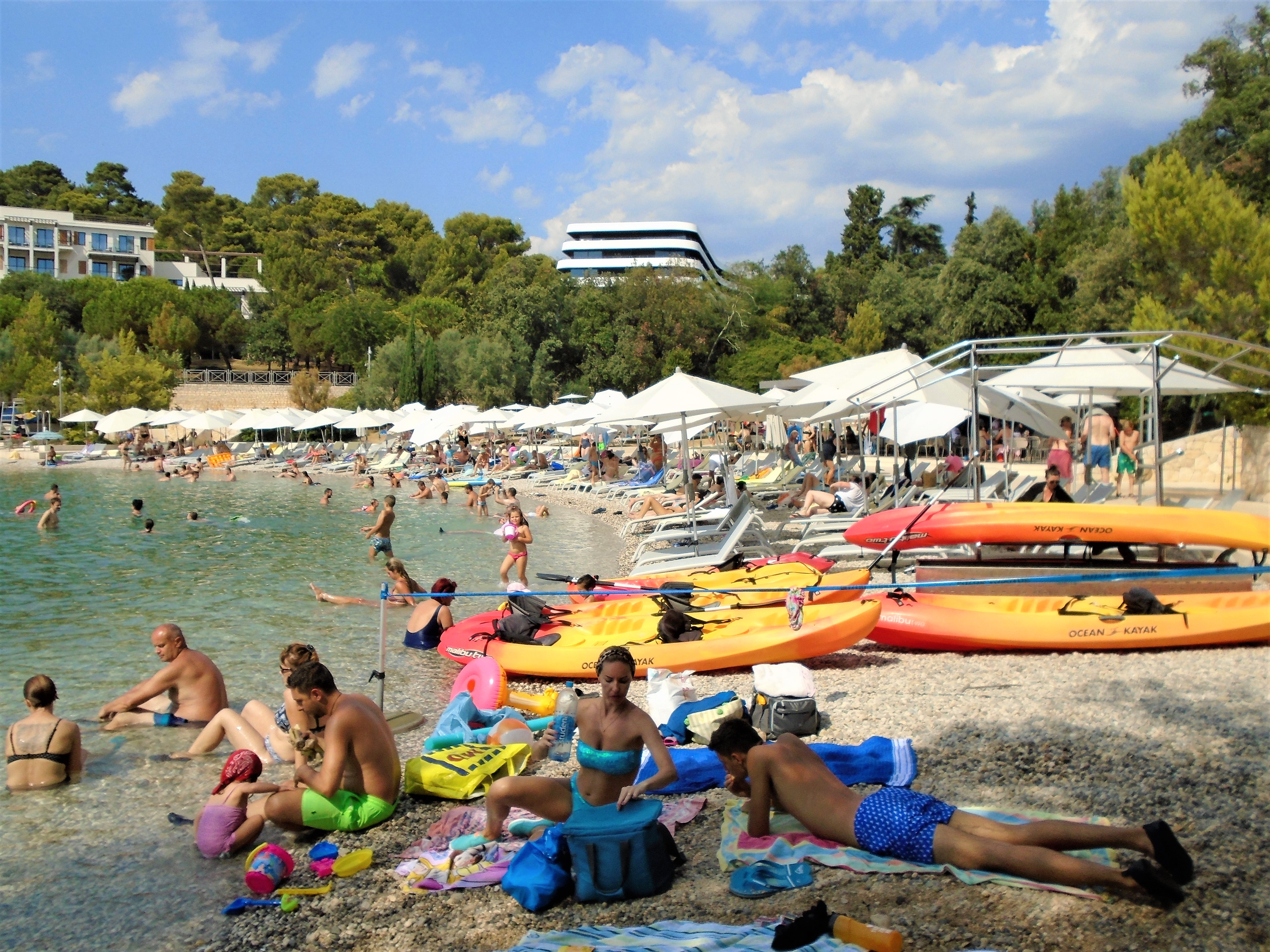
Pláž Mulini

Značným zaměstnavatelem v Rovinji je především turistický ruch. Kromě toho se zde nachází řada průmyslových podniků, mezi které patří například továrna na zpracování tabáku, společnost Mirna, která vyrábí rybí konzervy, dále se zde nachází i některé podniky, které se zabývají zpracováním kovů a výrobě nealkoholických nápojů. V lokalitě Gripole se nachází již zmíněná zóna, kam se snaží město Rovinj přilákat různé investory.

## Administrativní členění
Město Rovinj se dělí na dvě administrativní jednotky, a to samotné město Rovinj a vesnici Rovinjsko Selo (italsky Villa di Rovigno).

## Zdravotnictví
- Ortopedická a rehabilitační klinika Dr. Martin Horvat
- Veterinářská ambulance

## Obyvatelstvo
V roce 2007 žilo v Rovinji 13,5 tisíce lidí. Zhruba tři čtvrtiny z nich se přihlásilo k chorvatské národnosti, 16 % k italské, 3,5 k srbské, 2,4 % k albánské a 1,8 % k bosňácké.

## Doprava
Město je přístupné řadou silnic, které vedou po Istrijském poloostrově. Hlavní z nich D303, spojuje Rovinj s obcí Kanfanar, kde se nachází nájezd na dálnice A8 a A9.
V současné době město vlakové spojení se zbytkem Chorvatska nemá. Historicky směřovala do Rovinje lokální železniční trať Kanfanar–Rovinj, která je mimo provoz.
Z místního přístavu jsou v turistické sezoně vypravovány lodě do dalších přístavů na pobřeží Jaderského moře.
Rovinj nemá vlastní letiště, nejbližší vzdušné přístavy se nacházejí v Pule, Portoroži a v Terstu.
Ve městě není v provozu městská doprava, provozován bývá turistický vláček. Ve městě by mělo být vybudováno výhledově nové autobusové nádraží.

## Školství
V Rovinji se nachází 3 základní (2 chorvatské a 1 italská) a 3 střední školy (2 chorvatské a 1 italská).

## Partnerská města
- Camaiore, Itálie, 1990
- Leonberg, Německo, 1990
- Adria, Itálie, 1990
- Pesaro, Itálie, 1990

## Známé osobnosti
- Lujo Adamović (1864–1935), botanik
- Antonio Gandusio (1875–1951), italský herec
- Antonio Santin (1895–1981), terstský biskup
- Luigi De Manincor (1910–1986), italský námořník a stavitel lodí
- Silvano Abbà (1911–1942), italský moderní pětiboja
- Elena Šuran, Miss Chorvatsko 1992
- Giovanni Cernogoraz (* 1982), chorvatský olympijský vítěz ve sportovní střelbě v olympijských hrách v Londýně 2012
- Giusto Curto, spisovatel
- Ligio Zanini, spisovatel
- Boris Domagoj Biletić, spisovatel a literární kritik
- Mirko Kovač, spisovatel
- Edo Budiša, spisovatel
- Antun Šoljan, spisovatel